# Franz Keller (Ingenieur)

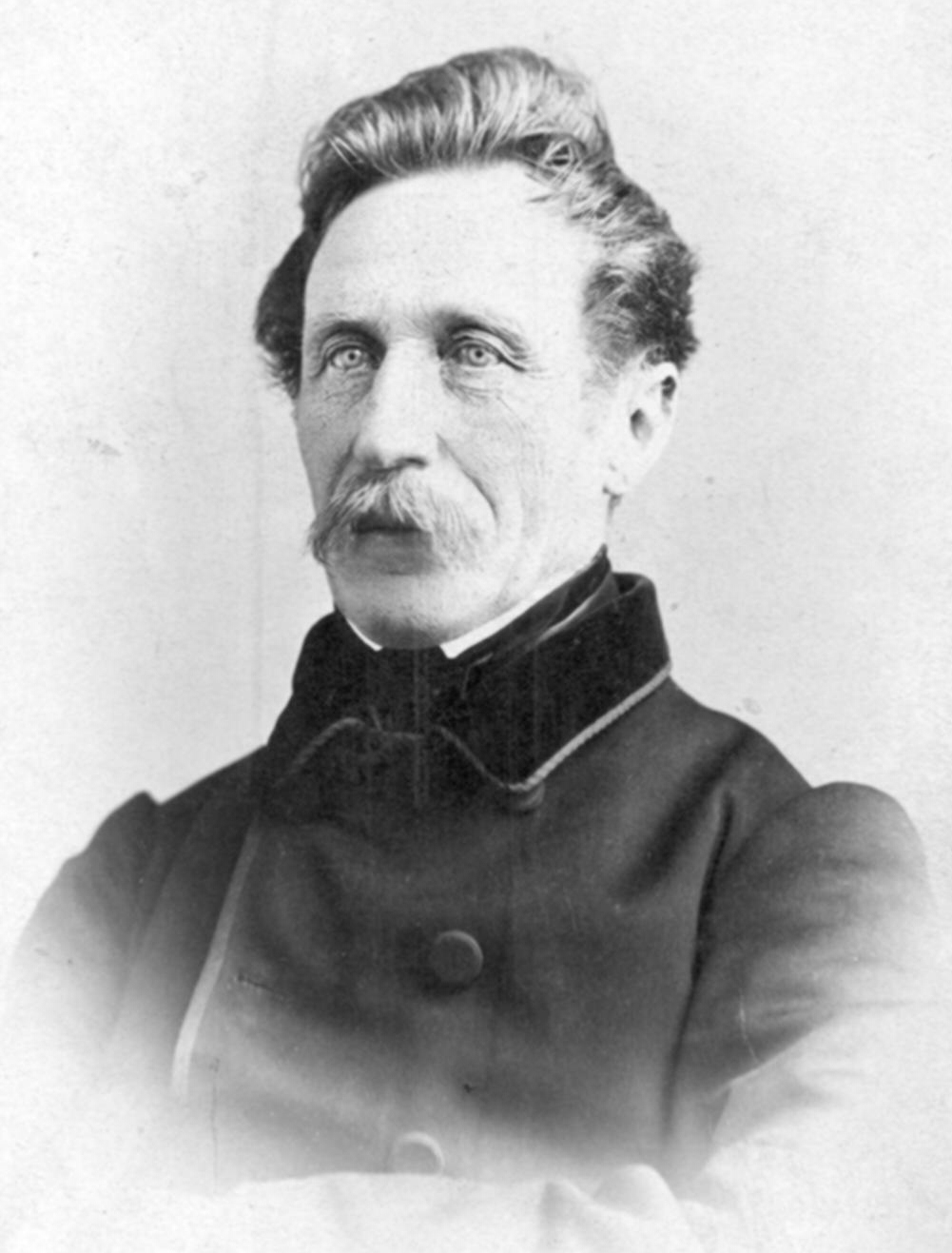
Franz Keller, Porträtaufnahme des Hoffotografen Theodor Schuhmann

Franz Keller (* 2. Juli 1807 in Gerlachsheim; † 18. Juni 1870) war ein deutscher Bauingenieur, badischer Baubeamter und Hochschullehrer, der maßgeblich am Aufbau des badischen Eisenbahnnetzes beteiligt war.

## Leben
Der Vater Kellers war Oberamtmann in Gerlachsheim. Nach einem Studium am Polytechnikum Karlsruhe und am Polytechnikum Wien wurde er 1832 als Nachfolger von Johann Gottfried Tulla Lehrer am Polytechnikum Karlsruhe. Zugleich arbeitete er als Baurat in der großherzoglich badischen Oberdirektion des Wasser- und Straßenbaus in Karlsruhe.
Von 1848 bis 1861 war Keller „Vorstand und erster Lehrer“ des Polytechnikums und gleichzeitig Oberbaurat in der Obersten Baubehörde. Diese Doppelstellung führte dazu, dass er seine praktischen Erfahrungen sofort für den Unterricht verwenden und anderseits seine wissenschaftliche Tätigkeit für die Lösung praktischer Probleme einsetzen konnte. Nur in den Sommermonaten, während der Hauptbauzeit, konnte er sich nach zeitgenössischen Quellen nicht intensiv genug um den Unterricht kümmern.

## Werk
1838 wurde im Großherzogtum Baden beschlossen, eine Eisenbahn von Mannheim nach Basel zu bauen, die Badische Hauptbahn. In diesem Zusammenhang kam es zu einer intensiven Diskussion, ob dies die insoweit unerfahrenen badischen Ingenieure leisten könnten oder ob man dafür erfahrene Ingenieure aus Großbritannien oder Belgien einschalten sollte. Schließlich sandte die Großherzogliche Regierung 1838 drei hochrangige badische Ingenieure nach Großbritannien und Belgien, wo sie sich mit dem Eisenbahnbau vertraut machen sollten; jüngstes Mitglied der Gruppe war Franz Keller. Sein umfangreiches Gutachten, das er im Namen dieser technischen Kommission vorlegte, wurde Grundlage des badischen Eisenbahnnetzes.

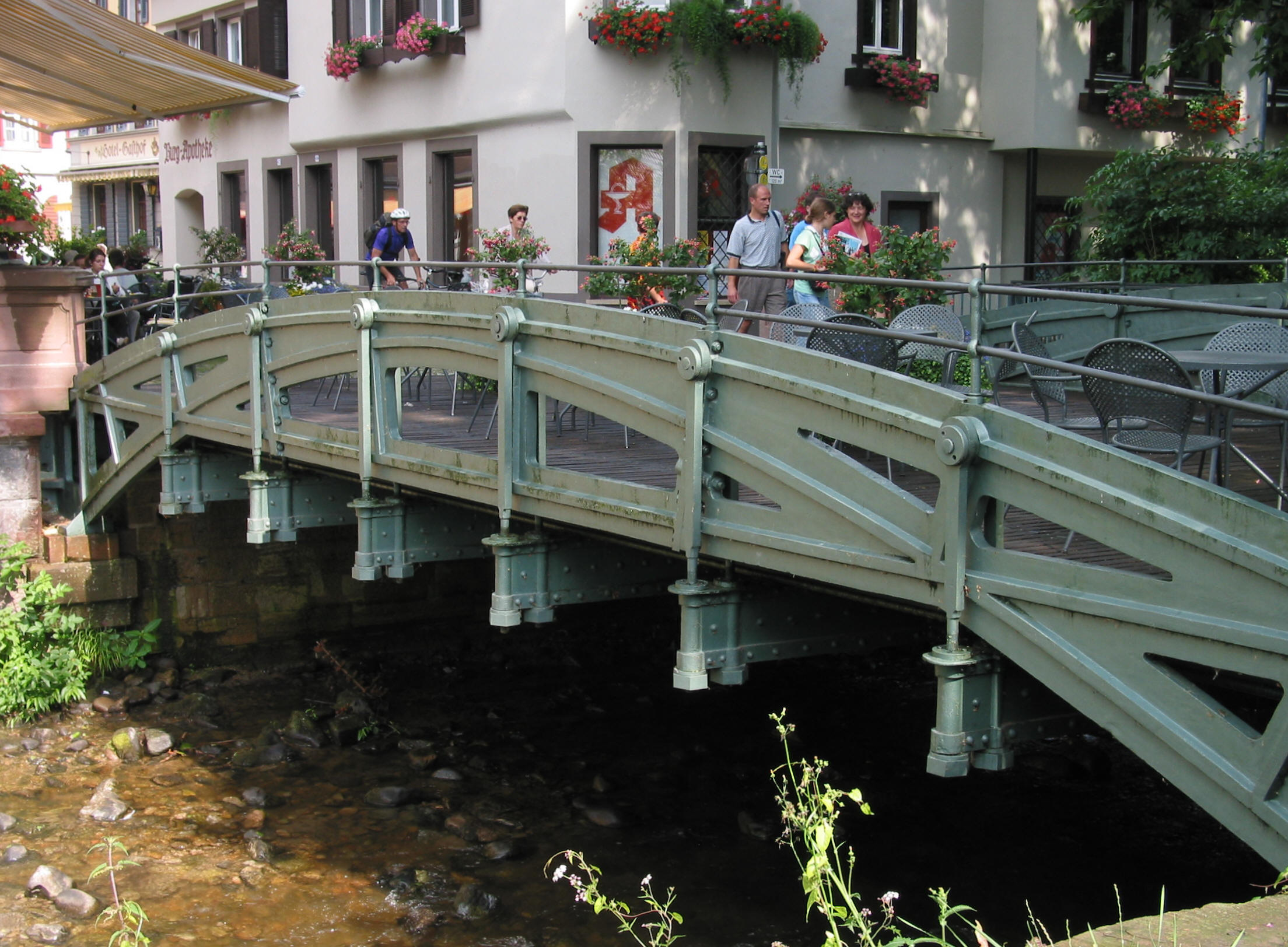
Gusseisenbrücke in Staufen im Breisgau

Schon nach sehr kurzer Zeit, nämlich noch 1838, konnte mit dem Bau der neuen Bahnstrecke begonnen werden. Dabei kamen ausschließlich badische Ingenieure zum Einsatz. Keller wurde in den Anfangsjahren des Eisenbahnbaus in Baden einer der wichtigsten und einflussreichsten Ingenieure, auf dessen Überlegungen auch die Streckenführung der Badischen Hauptbahn basierte. Er wurde Leiter des gesamten Oberbaus der Bahnen und Bahnhofsanlagen sowie aller Brücken. Dieselbe Funktion übernahm er auch bei den weiteren Bahnstrecken der Odenwaldbahn, des badischen Teils der Bahnstrecke Frankfurt am Main–Heidelberg und der Taubertalbahn, die durch seine ursprüngliche Heimat führt. Darüber hinaus wurden nach seinen Entwürfen die Neckarbrücke Ladenburg, die Neckarbrücke bei Neckarelz, die Rheinbrücke Kehl und die Rheinbrücke Mannheim ausgeführt.
Franz Keller war einer der Pioniere beim Bau von Eisenbrücken. Es zeigte sich aber, dass das von ihm gewählte Material, das leicht verfügbare und relativ preiswerte Gusseisen, für die dynamischen Belastungen des Eisenbahnverkehrs kaum geeignet war. Auf der Strecke der Badischen Hauptbahn wurden die von ihm entworfenen Brücken deshalb bald durch Brücken aus dem durch die fortschreitende Entwicklung der Eisenverhüttung dann auch leichter verfügbaren Schmiedeeisen ausgetauscht. Nur Reste der von Keller entworfenen Bauwerke sind noch zu sehen: Träger seiner durch Unterspülung eines Pfeilers eingestürzten Kinzigbrücke bei Offenburg befinden sich im Technoseum, zwei Hauptträger seiner Elzbrücke bei Hecklingen tragen noch heute die (ehemalige) Straßenbrücke in Staufen im Breisgau.